# هانس كارل مولر
هانس كارل مولر (بالألمانية: Hans Karl Müller)‏ هو طيار بطل ألماني، ولد في 9 يوليو 1892 في Loschwitz ‏ في ألمانيا، وتوفي في 23 يوليو 1977 في سان أنطونيو في الولايات المتحدة.